# Казахстанско-Британский технический университет
Казахстанско-Британский технический университет (КБТУ; каз. Қазақстан-Британ техникалық университеті / Qazaqstan-Britan tehnikalyq universitetı) — научно-образовательный кластер, объединяющий университет, научно-исследовательские и опытно-конструкторские институты; был создан для обеспечения взаимосвязи инновационного, научно-исследовательского и образовательного блоков, а также реальной интеграции науки, образования и производства.
Для поступления в университет необходимо предоставить сертификат ЕНТ и языковые сертификаты (IELTS — 5.5, TOEFL iBT — 46, Step). Язык обучения — английский.

## История КБТУ
Идея создания Казахстанско-Британского технического университета (КБТУ) принадлежит бывшему Президенту Республики Казахстан Нурсултану Назарбаеву. Глава государства провёл ряд переговоров и встреч с официальными представителями Объединённого Королевства, в результате которых был составлен Меморандум о взаимопонимании двух стран, подписанный в ноябре 2000 года. Патроном университета стал Премьер-министр Великобритании Тони Блэр.
Университет учреждён Постановлением Правительства Республики Казахстан от 3 августа 2001 года № 1027.
С казахстанской стороны учредителем является Правительство Казахстана, уполномоченным органом — Министерство образования и науки Республики Казахстан.
С британской стороны партнёрами КБТУ стали Посольство Великобритании в Казахстане и его основной представитель — Британский Совет.
С 2003 года Постановлением Правительства Республики Казахстан единственным акционером АО КБТУ стало АО «НК КазМунайГаз».
В 2003 году был создан образовательный центр ТОО «Институт инжиниринга и информационных технологий КБТУ».
С 2005 года действует образовательная программа двойного диплома бакалавриата КБТУ и Лондонской Школы экономики и политических наук.
В 2010—2011 гг. КБТУ получил 100 % акций АО «Институт топлива, катализа и электрохимии им. Д. В. Сокольского» и АО «Институт химических наук им. А. Б. Бектурова».
В 2018 году в рамках исполнения Программы приватизации пакет акций АО «Казахстанско-Британский технический университет» был куплен Общественным фондом «Фонд образования Нурсултана Назарбаева», согласно Постановлению Правительства Республики Казахстан № 1141 от 30.12.2015 г..
В конце 2018 года 100% акций университета были проданы Общественному фонду NNEF, что ознаменовало переход КБТУ из государственной в частную образовательную сферу.
С 27 февраля 2025 года новым владельцем КБТУ является ТОО "Компания по управлению возвращенными активами", единственным учредителем и участником которого является правительство РК.

### Здание КБТУ
Здание Правительства начали строить в 1938 году, стоимость работ должна была составить 14 млн рублей, но к 1941 году на месте вырыли лишь котлованы. В годы войны строительство приостановилось. Оно возобновилось лишь в 1951 году.
Учебное заведение расположено в бывшем здании Верховного Совета КазССР (Дом Правительства), которое было построено в 1951—1957 годах. Здание проектировалось в мастерской Моспроекта под руководством архитектора Б. Р. Рубаненко, рабочие чертежи выполнялись Казгорстройпроектом под руководством П. А. Мамонтова, Г. А. Калиша.
Здание в плане состоит из трёх композиционных объёмов, связанных между собой широкими проходами. В центре их — зал заседаний Верховного Совета, расположенный по главной продольной оси здания, он образует два прямоугольных внутренних двора. Архитектурное решение главного фасада — огромный 8-колонный пространственный портик. Интерьер отличается четкой планировкой внутреннего пространства здания. В 1972 году расширены боковые корпуса. Является памятником архитектуры республиканского значения.
В этом здании в 1991 году был принят Закон о независимости Республики Казахстан. В 2018 году прошла реконструкция главного зала КБТУ. Для этого потребовалось возведение специальных строительных лесов высотой в 14 метров.
За зданием КБТУ находится мемориальный комплекс «Аллея бюстов», посвящённый деятелям, принявшим участие в установлении Советской власти в Семиречье.

## Факультеты
КБТУ включает школы:
- Школа энергетики и нефтегазовой индустрии;
- Школа материаловедения и зеленых технологий;
- Школа геологии;
- Школа информационных технологий и инженерии;
- Казахстанская морская академия;
- Международная школа экономики;
- Школа прикладной математики;
- Бизнес школа;
- Школа химической инженерии;
- Школа естественных и социальных наук.

На 2024-2025 учебный год в университете работают 309 преподавателей, среди которых — специалисты с высокой академической и профессиональной квалификацией. В их числе: доктор PhD — 80 человек; доктор наук — 16 человек; кандидат наук — 32 человека.

## Рейтинги и аккредитации
В 2010—2018 гг. КБТУ признавался лучшим техническим вузом Казахстана по Генеральному рейтингу НКАОКО.
По данным QS World University rankings КБТУ вошёл в список лучших 600 университетов в 2012 году.
Единственный казахстанский университет, получивший международную аккредитацию агентства ABET США по всем компьютерным специальностям.
Единственный казахстанский университет, получивший международную аккредитацию инженерных программ британского Института морского инжиниринга, науки и технологии (IMarEST).
По итогам Национального рейтинга лучших технических вузов Казахстана за 2019 год, университет занял 2-е место, набрав 91.9 балла из 100 возможных.

## Международные связи

### Программы двойного диплома
- Лондонская школа экономики (совместно с международной школой экономики КБТУ)
- Женевская бизнес школа (совместно с бизнес школой КБТУ)
- University of Northampton (совместно с бизнес школой КБТУ)
- IFP Energies Nouvelles, Французский институт нефти и газа (совместно с факультетом энергетики и нефтегазовой индустрии)

### Программы обмена для студентов и преподавателей
- University of Cambridge (Великобритания)
- University Campus Suffolk (Великобритания)
- University of Northampton (Великобритания)
- Soongsil University (Корея)
- Sejong University (Корея)
- Азиатско-Тихоокеанский университет технологий и инноваций (Малайзия) Технологический университет Малайзии

### Аффилированные университеты
- В 2009 КБТУ получил статус «Аффилированного Центра» Лондонской школы экономики, с правом выдачи дипломов Лондонского университета выпускникам совместной программы Лондонской школы экономики и политических наук (LSE)
- В 2011 КБТУ стал официальным партнёром Центра стратегии и конкурентоспособности Гарвардской Бизнес Школы

## Научно-технический потенциал КБТУ
В состав КБТУ входят:
- 2 химических исследовательских института (Институт химических наук и Институт органического катализа и электрохимии)
- Институт Нефтегазового Инжиниринга и Информационных Технологий (iKBTU)
- 20 Научно-исследовательских центров и лабораторий (НОЦ и НИЛ)
- учебные тренинговые центры

Нефтегазовый сектор, машиностроение, материаловедение
- ТОО «Институт нефтегазового инжиниринга и информационных технологий КБТУ»
- Тренинговый центр Казахстанской морской академии
- НИЦ нефтегазового машиностроения и трубопроводного транспорта
- НИЛ «Прикладное моделирование нефтяных и газовых месторождений»
- Лаборатория альтернативной энергетики и нанотехнологий
- Инженерная лаборатория Cals-технологий
- НИЛ мехатроники и робототехники
- Лаборатория перспективных материалов и технологий

Информационные технологии прикладная математика
- НОЦ математики и кибернетики
- Центр компетенций по информационным технологиям
- НИЛ «Суперкомпьютерные технологии и программное обеспечение»
- НИЛ «Математическое моделирование технологических процессов в нефтегазовой отрасли»

Химия и химическая инженерия
- АО Институт химических наук им. А. Б. Бектурова
- АО Институт органического катализа и электрохимии им. Д. В. Сокольского
- НОЦ химической инженерии
- НИИЛ нефтепромысловой и коллоидной химии

## Ректоры
- 2002—2004 — Ахметов, Адиль Курманжанович
- 2004—2017 — Бейсембетов Искандер Калыбекович
- 2017—2021 — Ибрашев Кенжебек Ниязович
- 2022 и в настоящее время — Габдуллин Маратбек Тулебергенович